# فيلهلم أندرسن
فيلهلم أندرسن (بالدنماركية: Vilhelm Andersen)‏ هو واضع كلمات الأوبرا وكاتب دنماركي، ولد في 16 أكتوبر 1864 في Ringsted Municipality ‏ في الدنمارك، وتوفي في 3 أبريل 1953 في كوبنهاغن في الدنمارك.

## وصلات خارجية
- فيلهلم أندرسن على موقع IMDb (الإنجليزية)
- فيلهلم أندرسن على موقع ميوزك برينز (الإنجليزية)